# Antonieta César Dias
Antonieta César Dias (Pelotas, 1869 - Rio de Janeiro, 1920), também conhecida como Antonieta Dias Morpurgo, foi uma médica brasileira, a terceira médica formada no Brasil.

## Biografia
Antonieta César Dias nasceu na cidade de Pelotas, no estado brasileiro do Rio Grande do Sul, no ano de 1869. Era filha de Cesária Marques Dias e de Antonio Joaquim Dias, escritor e jornalista português, que fundou o jornal pelotense Correio Mercantil. Ela era neta de Benta Maria Gonçalves e José Maria Dias (por parte de pai) e de Maria Joaquina Marques e João José Cesar (por parte de mãe). Seus padrinhos de batismo eram o casal Ernestina de Assumpção Osorio (filha do Barão de Jaraú) e Fernando Luís Osorio (filho do General Osório).
Antonieta sempre foi atenta aos estudos. Em 1879, frequentava a escola São Francisco de Paula. Quando tinha 12 anos de idade, envolveu-se em uma discussão entre Bibiano Francisco de Almeida (seu professor em 1881) e Hilário Ribeiro sobre livros didáticos e métodos de ensino, que foi publicada nos jornais que ambos editavam em Pelotas. Ela escreveu um artigo para o jornal de seu pai, onde defendia Bibiano de Almeida.

Aos 15 anos de idade, ela ingressou na Faculdade de Medicina do Rio de Janeiro (que era uma das duas únicas universidades brasileiras da área). Como a idade mínima para ingresso em Faculdades era de 18 anos, seu pai conseguiu que o deputado Eleutério de Camargo obtivesse uma licença especial do Congresso Nacional. Até o final de 1886, sua mãe a acompanhava até o local da Faculdade e enviava cartas para Antonio, que continuava em Pelotas. Após a morte de Cesária, o pai de Antonieta mudou-se para o Rio de Janeiro e passou a cumprir a função de escoltá-la pelas ruas da capital.
Antonieta Cezar Dias – inspirada criança, que permuta as blandícias do lar pelo banco acadêmico, as magas ilusões da juventude pelo livro árduo da sciencia.
Para obtenção do grau de doutora, Antonieta defendeu tese na área de obstetrícia sobre “Hemorragia Puerperal”, em 30 de agosto de 1889. O trabalho de 71 páginas, era composto de três capítulos. Assim, junto com Rita Lobato e Ermelinda Lopes de Vasconcelos, quebrou um tabu de sua época: Antonieta foi a terceira mulher a formar-se no curso de Medicina.
As primeiras médicas exerceram um papel histórico revolucionário se considerarmos que elas reverteram as pressões sociais ampliando o espaço público destinado às mulheres, demonstrando coragem, capacidade intelectual e se afirmando cada vez mais no campo através da competência.
Entre dezembro de 1889 e fevereiro de 1890, seu pai passou a publicar em seu jornais os conteúdos sobre Antonieta que eram veiculados por outros meios de comunicação: ao todo, foram 33 jornais do Rio Grande do Sul, 1 jornal de São Paulo e 12 jornais do Rio de Janeiro.
Em 31 de dezembro de 1889, Antonieta retornou à sua cidade natal, acompanhada de seu pai, para começar a trabalhar. Abriu seu primeiro consultório à Rua São Miguel (atual Quinze de Novembro), número 112. Em março de 1890, passou a disponibilizar parte do seu tempo ao atendimento gratuito de pessoas pobres, em horário diferente (manhãs) das consultas pagas (tarde). Pouco tempo depois, os atendimentos gratuitos passaram a acontecer no hospital da Santa Casa de Misericórdia de Pelotas e seu consultório mudou para a Rua Felix da Cunha, n° 139. Além disso, ela passou a ser a primeira mulher a fazer parte do corpo médico da Santa Casa.
Em 1891, Antonieta mudou-se para cidade do Rio de Janeiro, recém nomeada capital da República brasileira, e passou a trabalhar nessa localidade. Lá conheceu Eduardo Morpurgo, com quem se casou em 15 de novembro de 1892. Eduardo nascera em 1872, na Guiana Holandesa (naturalizado brasileiro em 1891), e atuava no Brasil como engenheiro; tendo sido responsável pela iluminação da Avenida Central do Rio de Janeiro, durante a Reforma Pereira Passos (1902-1906).
Em 8 de março de 1892, seu pai faleceu no paquete Rio Pardo, em viagem para Porto Alegre, quando levava uma afilhada de 10 anos (Cezarlina Negreira) para um colégio de freiras de São Leopoldo. Ele estava doente desde 1890.
Em 1893, Antonieta Dias era parte da chapa única que foi eleita para Diretoria do Asilo de Mendigos de Pelotas.
Em 1901, Antonieta atuava profissionalmente em vários estados, incluindo Rio Grande do Sul, Minas Gerais e Espírito Santo. Além disso, ela viajava por países da América e da Europa para estudos e trabalho. Em uma delas, realizada para Paris, trouxe um folheto sobre incubadoras e realizou esforços para difundir a existência dessa inovação tecnológica; o que fez com que o Dispensário Moncorvo adquirisse duas unidades em 1903. Isso ampliou as chances de sobrevivência dos prematuros e permitiu a produção desses aparelhos em território nacional.
Entre 1903 e 1906 atuou no Instituto de Proteção e Assistência à Infância do Rio de Janeiro - Ipai.   Trabalhou como médica adjunta no serviço de ginecologia e exame de mulheres grávidas da instituição, entre os anos de 1903 e 1904. No ano seguinte se manteve como médica do Dispensário Moncorvo, e entre 1905 e 1906 atuou como adjunta efetiva do serviço de ginecologia e proteção à mulher grávida do Ipai.
Entre 1907 e 1908, foi secretária na diretoria provisória da Cruz Vermelha, durante o mandato provisório de Oswaldo Cruz. Ela também teria sido a fundadora do Hospital da Cruz Vermelha na cidade de Lavras do Sul / RS.
Ela faleceu no Rio de Janeiro, no ano de 1920.

## Vida pessoal
Antonieta César Dias e Eduardo Morpurgo tiveram um filho: Admar Morpurgo, coronel médico da Polícia Militar, especializado em ginecologia e obstetrícia. Eduardo faleceu poucos anos depois de Antonieta.

## Homenagens
- 1901 - foi reportagem de capa do Jornal Rua do Ouvidor[9]
- Dá nome a uma rua no bairro Parque Santa Fé, na cidade de Porto Alegre, capital do Rio Grande do Sul.[10]